# Hipolitów, Condado de Mińsk
Hipolitów [pronunciación en polaco: /xipɔˈlituf/] es un pueblo ubicado en el distrito administrativo de Gmina Halinów, dentro del Condado de Mińsk, Voivodato de Mazovia, en el este de Polonia central. Se encuentra aproximadamente a 3 kilómetros al suroeste de Halinów, a 17 kilómetros al oeste de Mińsk Mazowiecki, y a 23 kilómetros al este de Varsovia.